# Locomotiva USATC S100
Le locomotive USATC S100  sono locomotive a vapore, di rodiggio 0-3-0, progettate per le esigenze belliche di manovra dei treni nelle zone di operazione dell'Europa, del Nord Africa e del Medio Oriente nel corso della seconda guerra mondiale.  Molte di esse al termine del conflitto vennero cedute alle ferrovie di Austria, Gran Bretagna, Francia, Grecia, Italia, Jugoslavia, Palestina, Iraq, Iran, Israele e Cina.

## Storia
Le locotender S100 furono progettate dal colonnello statunitense Howard G. Hill.
Nel 1942 l'United States Army Transportation Corps ne ordinò 382 unità alla Davenport Locomotive Works dello Iowa, alla H. K. Porter Incorporated, di Pittsburgh, in Pennsylvania e alla Vulcan Iron Works di Wilkes-Barre. Nel corso del 1943 avvenne il loro trasferimento via mare in Gran Bretagna e il loro stoccaggio in attesa di utilizzazione. Successivamente allo sbarco in Normandia furono trasferite in Europa continentale secondo le esigenze belliche e dislocate nelle varie zone di operazione.
Al termine del conflitto 77 unità vennero cedute alla SNCF che le classificò come "SNCF 030TU". Le ferrovie Jugoslovenske železnice classificarono le unità acquisite come "JŽ 62" fino agli  anni cinquanta e in seguito come JŽ 129. Le ferrovie della Grecia ne acquisirono 20 unità classificandole  SEK Δα. Le ferrovie dell'Austria (Österreichische Bundesbahnen) incorporarono 10 unità nel gruppo ÖBB 989. Le Ferrovie dello Stato Italiane acquisirono quattro macchine inquadrandole nel gruppo 831.
In Inghilterra la Southern Railway acquistò 15 S100 designandole come locomotive "SR USA Class". Ulteriori unità S100 vennero acquisite per usi industriali da molte imprese pubbliche e private.  
Nel 1946 le ferrovie dell'Egitto ne acquisirono otto unità numerate 1151–1158. Il War Department inglese ne assegnò sei unità per l'uso nelle ferrovie della Palestina di cui due, dal 1948, entrarono a far parte del parco ferroviario di Israele.
Le ferrovie dell'Iraq ne acquisirono cinque, tutte di costruzione Davenport, e le classificarono SA 1211-1215. Due di esse erano ancora in servizio nel marzo del 1967: la 1211 a Basrah e la 1214 a Baghdad ovest.
Le locomotive S100 trovarono impiego perfino in Cina dove 20 macchine circolarono sui binari delle ferrovie statali come gruppo XK2. 
Nel dopoguerra alcune ferrovie europee produssero macchine il cui progetto si ispirava a quello delle S100; tra esse la Jugoslavia e la Polonia.

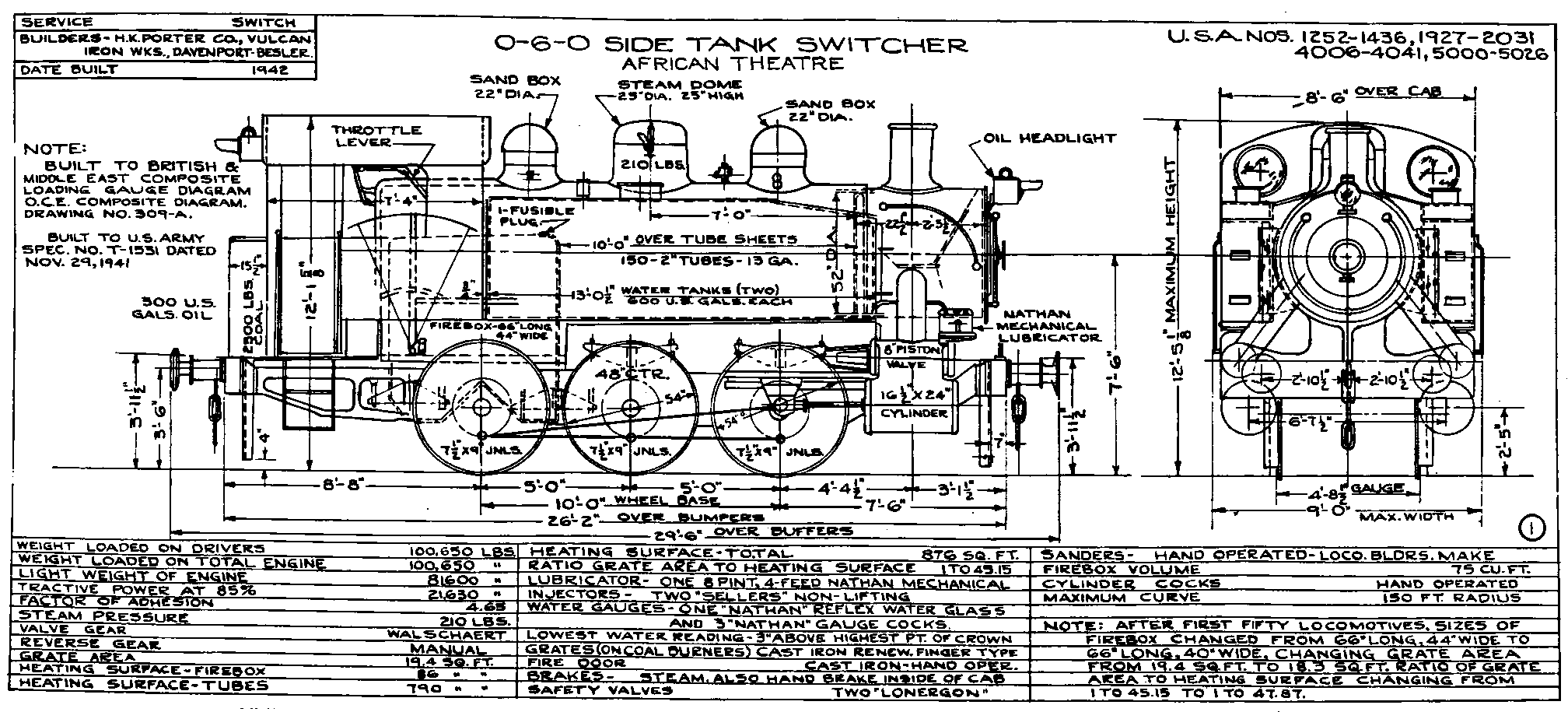
Disegni originali della S100, datati 29 novembre 1941

| Nazione       | Ferrovia | Gruppo    | numerazione             | demolizione o alienazione |
| ------------- | -------- | --------- | ----------------------- | ------------------------- |
| Gran Bretagna | SR, BR   | USA class | 61–74, 30061–30074      |                           |
| Austria       | ÖBB      | 989       | 01–05, 101–103, 201–202 |                           |
| Francia       | SNCF     | 030 TU    | 1-77                    |                           |
| Grecia        | OSE      | Δα        | 51-70                   |                           |
| Italia        | FS       | 831       | 001-004                 |                           |
| Jugoslavia    | JDŽ      | 62        | 001-129                 |                           |
| Egitto        | ENR      |           | 1151–1158               |                           |
| Iraq          | IRR      | SA        | 1211–1215               |                           |

## Bibliografia

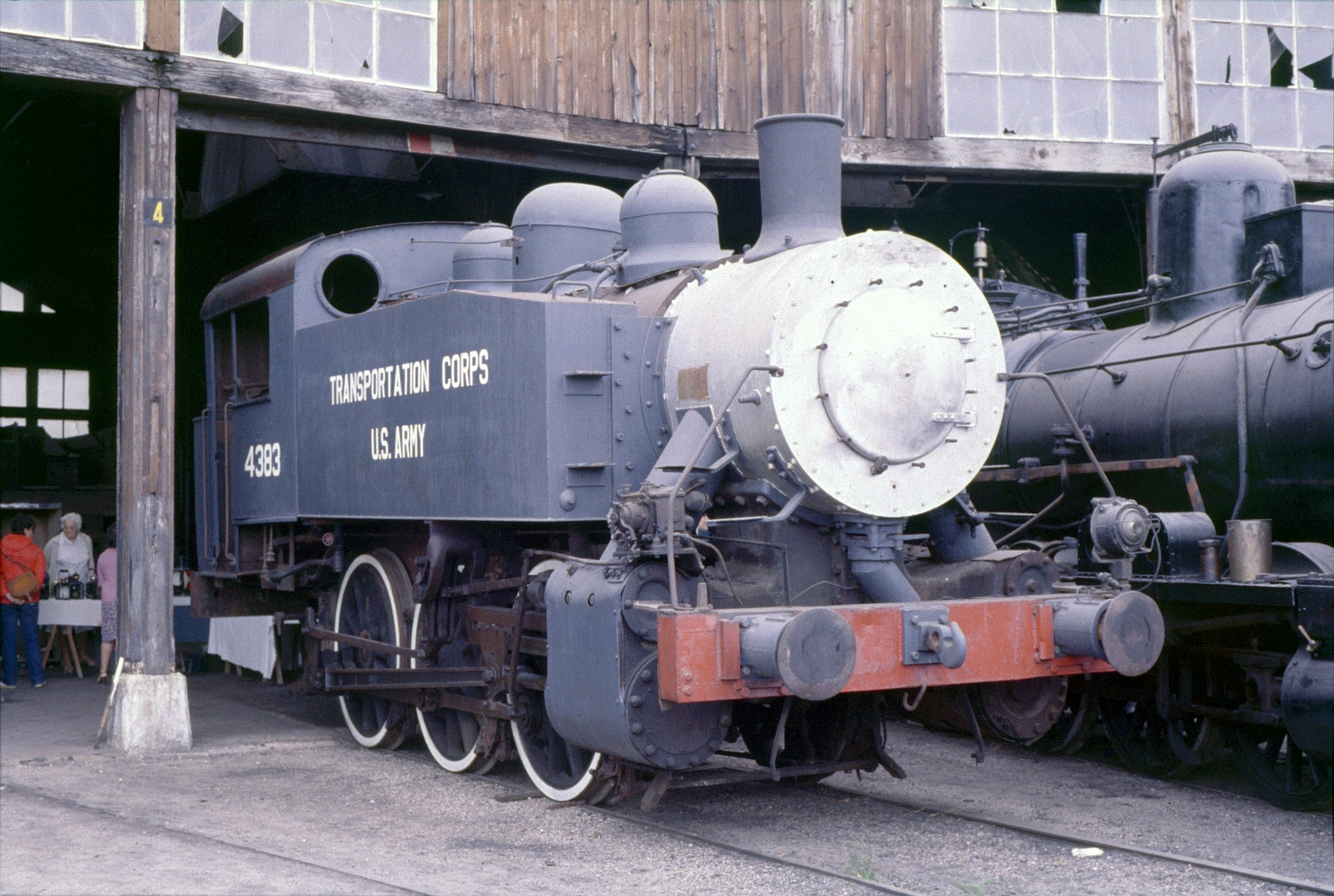
Locomotiva SNCF 030 TU 22 nel deposito di Longueville il 07/10/1984.
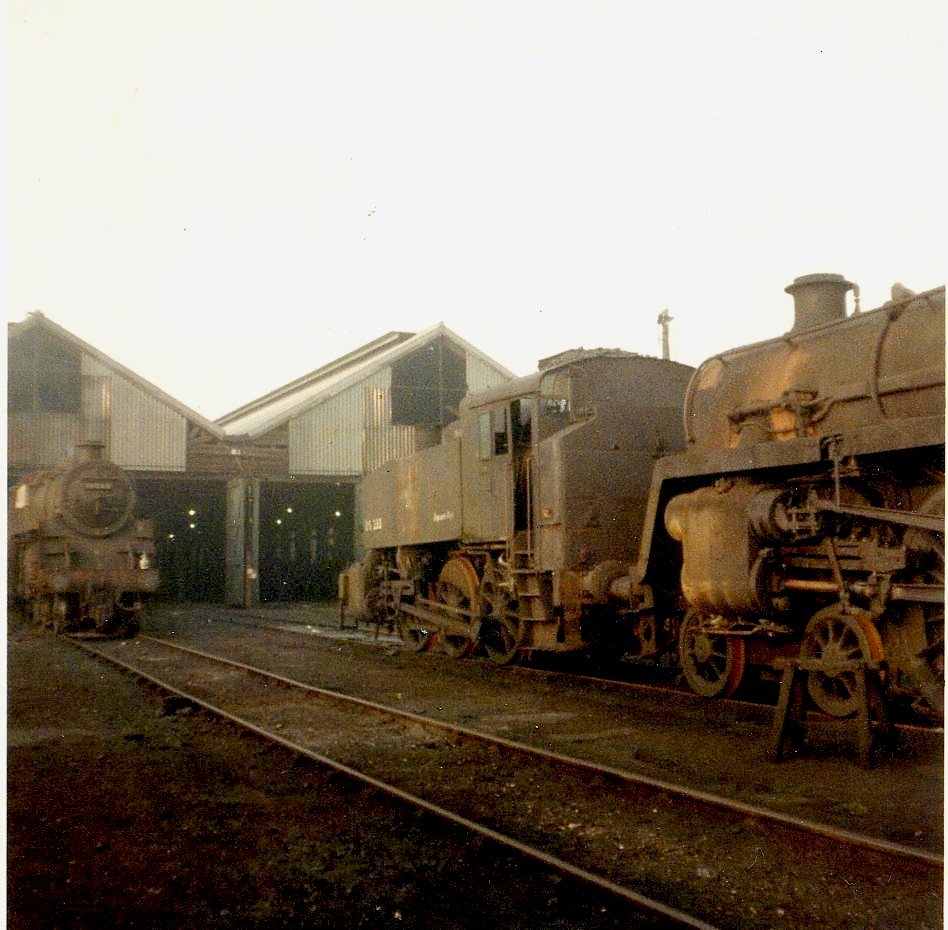
Una SB USA Class, poi BR 30061 al deposito locomotive di Eastleigh nel febbraio 1967.
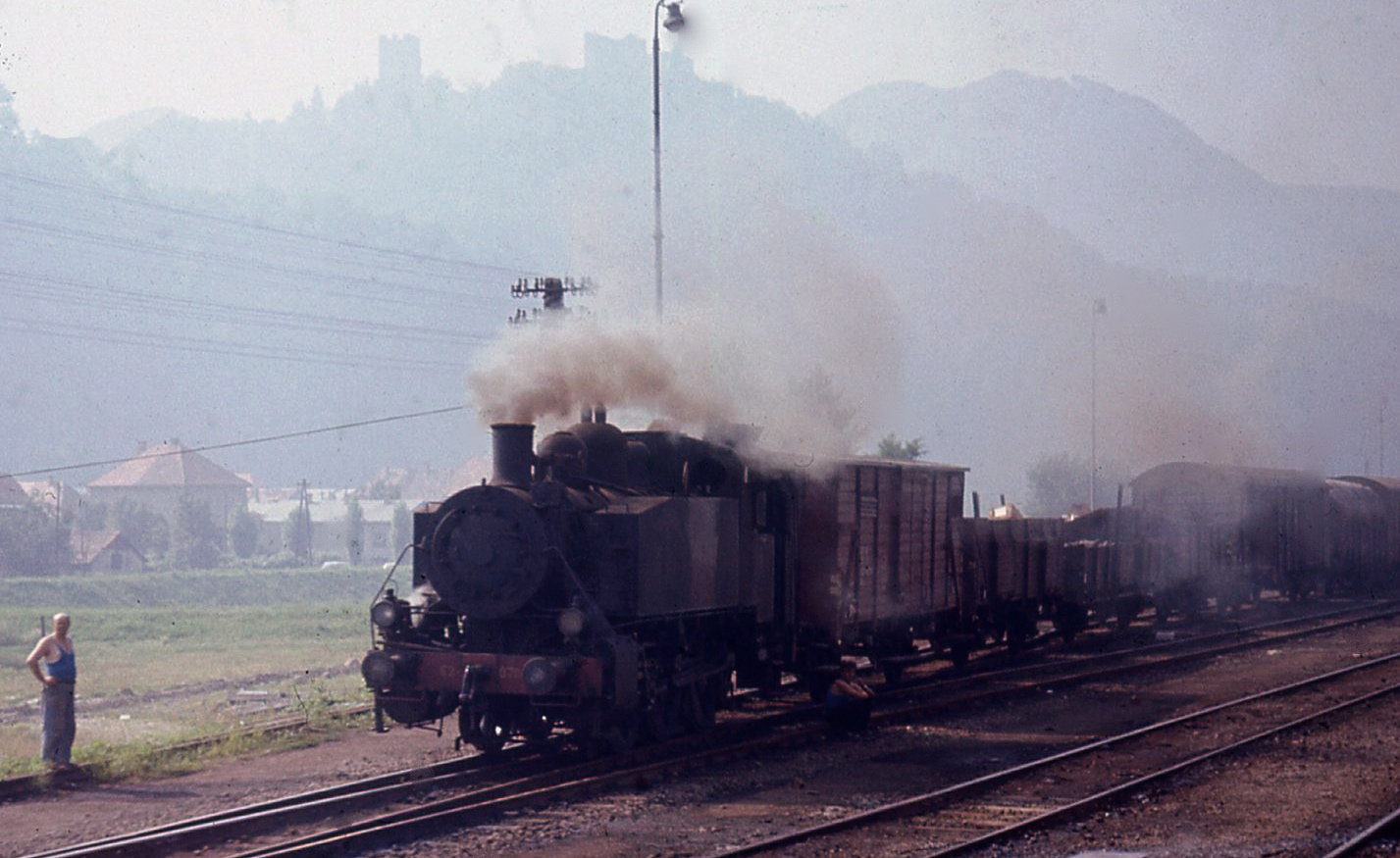
La JŽ 62.070 in servizio tra Zidani Most e Maribor nell'agosto 1971.

## Caratteristiche
Le locomotive vennero progettate in modo da essere di facile manutenzione e pertanto adottarono una configurazione classica a 3 assi motori accoppiati. Il motore fu a 2 cilindri a semplice espansione con distribuzione esterna e azionamento di tipo Walschaerts. Venne prevista la doppia alimentazione del forno, sia a carbone che a olio combustibile.